# Пісня про Буревісника

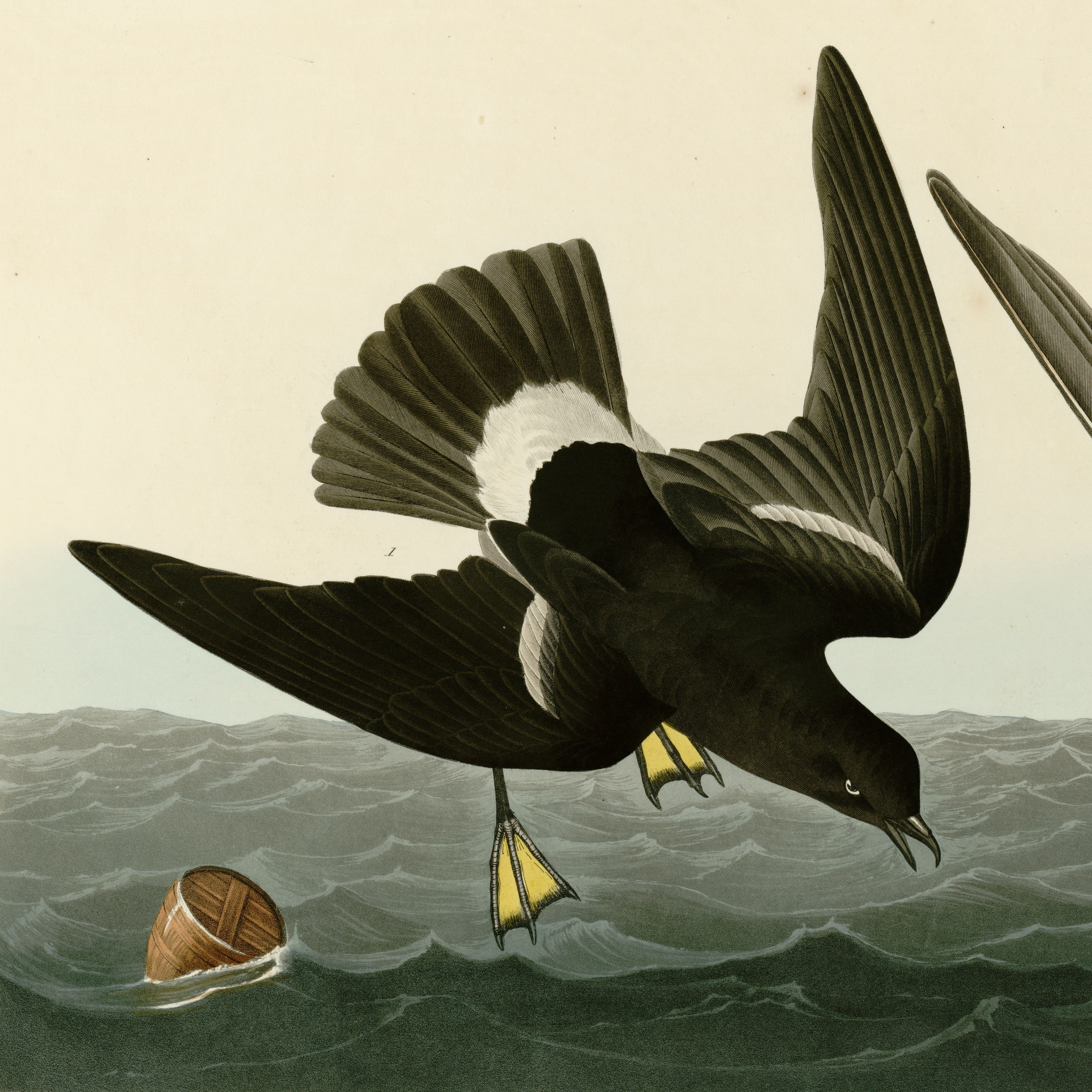
Буревісник, написаний Джоном Джеймсом Одюбоном

«Пісня про Буревісника» — поема в прозі, літературний твір Максима Горького, написаний у березні 1901 року.

## Історія написання
«Пісня про Буревісника» натхненна розгоном студентської демонстрації біля Казанського собору в Санкт-Петербурзі 4 березня 1901 року. Письменник у цей час був пов'язаний із московською організацією «Іскри», вів революційну пропаганду серед студентів та робітників, виступав проти переслідування студентів та неодноразово ініціював широкі громадські протести. «…У серці в мене горять зорі весняні і дихаю я на всі груди», — писав він навесні 1901 року.
Спочатку вірш був частиною сатиричного оповідання «Весняні мелодії», де різні верстви суспільства зображено у вигляді птахів. Пісня «Про Буревісника» належить Чижу, який представляє молоде покоління. Цензура заборонила видавати оповідання цілком, але не поширила заборону на пісню чижа. Як наслідок, вірш опубліковано в журналі «Життя» як самостійний твір. 17 квітня Горького та його близького друга-поета заарештували, а потім вислали з Нижнього Новгорода. У травні журнал «Життя» закрили.

## Значення
Вихід журналу з поемою викликав переполох серед жандармів. Після виходу «Пісні про Буревісника» самого автора стали називати «буревісником» та «буреглашатаєм». «Пісня» була одним із приводів до заборони журналу: номер, у якому її надруковано, став останнім. Однак на цьому поширення твору не скінчилося. Поему включено до збірок революційних віршів та пісень, що виходили за кордоном. Твір було сприйнято як полум'яну революційну прокламацію; його поширювали через нелегальні видання.
Поема була одним із ефективних засобів революційної пропаганди, що закликає до боротьби зі самодержавством.

## Критика
Антон Чехов критикував Горького за «Пісню про Буревісника». Громадяни, які сумнівалися в літературному значенні цього твору, зазнали сталінських репресій. Так, Олег Волков згадував:
Сів я за великого пролетарського письменника, — розповідав Іван Сергійович. — Точніше, як це сформульовано в обвинуваченні, за його дискредитацію. Ц я так невдало відзначив свій день народження. Були гості, всі свої, між іншим: друзі по роботі, старі приятелі. Зайшла змова про Горького… Нечистий і смикнув мене сказати — не подобається мені, мовляв, його мова: химерна, багато іноземних слів… Та ще й приплів Чехова, який назвав «Пісню про Буревісника» набором тріскучих фраз.Оригінальний текст (рос.)
Сел я за великого пролетарского писателя, — рассказывал Иван Сергеевич. — Вернее, как сформулировано в обвинении, за его дискредитацию. Это я так неудачно свои именины отпраздновал. Были гости, все свои, между прочим: друзья по работе, старые приятели. Зашёл заговор о Горьком… Нечистый и дёрнул меня сказать — не нравится мне, мол, его язык: вычурный, много иностранных слов… Да ещё приплел Чехова, назвавшего «Песню о Буревестнике» набором трескучих фраз.— «Погружение во тьму»

## В культурі
- «Пісню» поклав на музику П. М. Ренчицьким[ru] (мелодекламація).
- За сюжетом мультфільму "Буревісник"[ru] (2004) учениця читає вірш Горького, слова якого стають реальністю.
- З твором Горького буквально та візуально перегукується пісня з мультфільму «У синьому морі, в білій піні...[ru]» (1984).
- В художньому фільмі «Кримінальний талант» (1988) головна героїня, Олександра Рукояткіна, на запитання слідчого прокуратури Рябініна починає читати «Пісню про Буревісника».
- У мультсеріалі «Смішарики» була серія Дмитра Яковенка[ru] «Буревісник». Поема стала основою серії, в якій були відсилання до окремих рядків. Зокрема, Пін сказав: «Хай ще дужче вдарить буря!», а Кар-Карович читає уривок із «Пісні про Буревісника», коли всі (крім Лосяша) прийшли хвалити Піна за працю, щоб прибрати дощ та грозу.